# Léa Frédeval
Léa Frédeval est une écrivaine, réalisatrice et scénariste française, née en 1990.

## Biographie
Née d'une mère comédienne et d'un père auteur, Léa Frédeval passe sa jeunesse à Paris.
En 2013, elle obtient une licence en « Information et communication » à l'université Paris-VIII.
L'une des chroniques de son blog (Main-tenants) est publiée par le magazine Elle où elle fait un stage. Les éditions Bayard lui proposent alors de les publier en un seul ouvrage. Celui-ci sort en 2014 et recueille une importante couverture médiatique (Nouvel Obs, L'étudiant, La croix, Le Parisien, 20 Minutes…),. 
En 2016, les producteurs Les films du clan la sollicitent pour qu'elle adapte elle-même son essai au cinéma. Elle réalise d'abord, sur son propre scénario, un court métrage, La répétition, en 2017. Puis elle réalise Les affamés, sur un scénario coécrit avec Bastien Daret, qui sort en 2018, avec Louane en premier rôle.

## Filmographie

### Long métrage
- 2018 : Les Affamés (coécrit avec Bastien Daret)

### Court métrage
- 2017 : La Répétition

## Publications
- Les Affamés : Chroniques d'une jeunesse qui ne lâche rien, Paris, Bayard, coll. « Essais documents divers », 2014, 250 p. (ISBN 978-2-227-49457-2).
- En compagnie du loup, Paris, Bayard, coll. « Essais documents divers », 2015, 200 p. (ISBN 978-2-227-48816-8).
- La dernière échappée, Paris, Philippe Rey, coll. « Roman », 2023, 208 p. (ISBN 9782384820238).